# Nephesa albopunctulata
Nephesa albopunctulata är en insektsart som beskrevs av Melichar 1902. Nephesa albopunctulata ingår i släktet Nephesa och familjen Flatidae. Inga underarter finns listade i Catalogue of Life.